# Rydsgård
Rydsgård is een plaats in de gemeente Skurup in Skåne de zuidelijkste provincie van Zweden. De plaats heeft 1301 inwoners (2005) en een oppervlakte van 113 hectare.
Skurup · Rydsgård · Skivarp · Abbekås